# Markéta Bělonohá
Markéta Bělonohá (Tábor, 25 de marzo de 1982) es una modelo y actriz pornográfica de nacionalidad checa. Ella es considerada como una de las mujeres vivas más sexys del mundo, por las ediciones francesas de las revistas Playboy y LUI.

## Biografía

### Vida personal
Markéta Bělonohá nació en la ciudad de Tábor en la antigua República Socialista de Checoslovaquia, el 25 de marzo de 1982. Al momento de desaparecer dicho estado, ella adoptó la nacionalidad checa. En la actualidad vive en Hradec Králové, capital de la región homónima, ubicada a orillas de los ríos Elba y Orlice. Ella cursó Ingeniería Informática en la Universidad de Hradec Králové y completó sus estudios en mayo de 2006. En otro aspecto de su vida personal, ella confiesa:

"MET-ART es probablemente el sitio que lanzó mi carrera hace muchos años. Amo el océano y me encanta ser uno con la naturaleza. Me gusta la comida italiana, asiática y la cocina checa. Me encanta hacer feliz a la gente, pero no me gusta la gente codiciosa y las personas que no respetan la naturaleza".

### Carrera
Markéta inició su carrera como modelo pornográfica el 24 de abril de 2002, cuando participó, con el nombre de Marketa B, en la reconocida serie CastingX, en la ciudad de Praga, con el popular fotógrafo y productor francés Pierre Woodman. La participación en dicha producción se limitó a la entrevista que el fotógrafo realiza a todas las participantes y posteriormente sólo se desnuda ante la cámara. Ella no entabla relaciones sexuales con el productor, como es frecuente observar en la serie con otras modelos.
Sin embargo, Pierre Woodmann en el fórum de su página web contradice esa información y dice que si hubo relaciones sexuales en ese casting pero que después de una disputa con Marketa prometió no publicar esa parte del casting.
Posteriormente posó desnuda para diversos sitios en Internet, en donde aparece usando múltiples seudónimos como: Addison, Dajen, Danielle, Deborah, Diana, Diana Celeste, Iris, Jana, Jenni, Kerry, Lucy, Marketa, Marketa A, Marketa B y Marketa Michales. Entre las agencias donde se encuentra distribuido su portafolio pornográfico se encuentran las agencias: Action Girls, Body in Mind, DOMAI, Errotica, Glamour.cz, Hegre Art, Met Art, Just Teen Site, Twistys, Watch4Beauty, entre otras. Es relevante mencionar que la misma Marketa presentó su trabajo en dos sitios distintos en la web, uno enfocado al modelaje de moda y otro a su labor erótica. En el otoño del 2011 canceló el segundo de estos sitios y mantuvo sólo el primero, que funge en la actualidad como su página oficial. Este año marcó el retiro de Markéta Bělonohá del universo pornográfico.
El trabajo que realizó como modelo para adultos es considerado de temática suave o softcore, ya que en la mayoría de las ocasiones su participación se limita a posar desnuda. Sin embargo también realizó trabajos más atrevidos, donde ella se masturba empleando sus propias manos o también usando juguetes eróticos, conocidos como dildos o toys. Igualmente ha efectuado sesiones fotográficas y videos donde practica la estimulación anal.
El más destacado trabajo que esta modelo ha realizado, es la edición del libro Marketa, publicado en Zúrich, el 15 de abril de 2006, por Edition Skylight; obra que recoge, en 128 páginas, la labor del fotógrafo noruego Petter Hegre, quien a través de su cámara la muestra en sus muy diversos estados de ánimo. Dicha obra se efectuó un mes después de que la actriz checa cumpliera los 24 años y un mes antes de graduarse como Ingeniera Informática de la Universidad de Hradec Králové. Sin lugar a dudas, el año 2006 resultó significativo en la vida de Markéta Bělonohá. Cabe mencionar que el 22 de octubre de 2004, Petter publicó el libro 100 Naked Girls, donde también aparece esta pornstar; inclusive en la imagen de la portada se muestra ella.
Las revistas para caballeros en donde aparece esta modelo son diversas. Pueden mencionarse Perfect10, la edición francesa de Playboy y la publicación LUI, de la misma nacionalidad. En estas últimas, en el año 2005, fue elegida como una de las diez modelos más sexys en todo el orbe. Asimismo, en varias ocasiones ella ha ocupa las portadas de las revistas para adultos. Tal es el caso de la publicación polaca CKM en agosto de 2004, la versión Checa de Playboy en 2008, en donde fue señorita noviembre, FHM de la República Checa en 2009 y de manera más reciente en la edición de Maxim de julio-agosto de 2011.
En este mismo año, Markéta hizo su debut como actriz en la película Deep Gold, del director alemán Michael Gleissner. Ella encarna el personaje de Franziska Schmidt. Esta obra cinematográfica se filmó en Cebú, Filipinas, presenta una trama de acción y pone de relieve algunos de los más impresionantes lugares tropicales y de buceo en todo el mundo.

## Filmografía
- 2011 Deep Gold (Película) (es Franziska Schmidt)
- 2008 EuroBabes 14 (Video)
- 2008 EuroBabes 7 (Video)
- 2007 MCN: Sinsation, Volume One (Video)
- 2007 First Class Nudes Vol.2
- 2007 Douces et tendres lesbiennes (Video)
- 2006 Jambes sensuelles (Video)
- 2006 Orgasmes aux godes (Video)
- 2004 Rodinná pouta (TV Series)
- 2003 Chained Fury: Lesbian Slave Desires (Video)
- 2003 Girl Camp 2004: Lesbian Fleshpots (Video) (es Eleana)
- 2003 Bound Cargo (Video)
- 2002 EuroNudes Auditions Vol.1 (Video) (es Marketa B.)[8][9]